# 붉은허리토끼왈라비
붉은허리토끼왈라비(Lagorchestes hirsutus)는 캥거루과에 속하며, 오스트레일리아에서 발견되는 작은 유대류의 일종이다. 말라(mala)로도 알려져 있다. 이전에는 대륙 서반부에 걸쳐 널리 분포했지만, 현재는 웨스턴오스트레일리아주 연안의 베르니어 섬과 도레 섬에서만 제한적으로 분포한다. 현재, 멸종취약종(VU, vulnerable species)으로 분류하고 있다. 붉은허리토끼왈라비는 털이 붉은 갈색을 띠며, 토끼왈라비 중에서 가장 작다. 무리를 짓지 않고 홀로 생활하며 야행성, 초식성 동물로 풀과 나무 잎 그리고 씨앗을 먹는다. 현재 오스트레일리아 대륙 본토, 특히 노던 준주의 타나미 사막에 재도입되었다.

## 분류
1844년 굴드(John Gould)가 "오스트레일리아의 포유류"(The Mammals of Australia)라는 책에서 처음 기술했다. 구별되는 4곳의 아개체군은 특히 보전 상태에서 아종으로 기술되어 왔다. 세 군데 섬 개체군의 개체수는 1994년 조사에서 4,300마리부터 6,700마리 사이로 추산되었지만, 환경 조건에 따라 총 개체수는 유동적이다.
- Lagorchestes hirsutus hirsutus - 절멸된 개체군(사우스웨스트 오스트레일리아 대륙에 제한적으로 분포했던 개체군), 1844년 굴드(John Gould)가 이 종을 처음 기술할 때의 표본으로 웨스턴오스트레일리아주 요크(York) 근처에서 수집했다.[2]

아종으로 추정되는 2종은 웨스턴오스트레일리아 주 근처 섬의 제한적인 분포 지역에서 발견된다.
- Lagorchestes hirsutus bernieri - 베르니어 섬에서만 발견된다. 이 이름은 다른 아종과 구별되지 않을지라도 우선권을 갖고 있다.
- Lagorchestes hirsutus dorreae - 도레 섬에서만 발견된다.

4번째는 이름없는 아종으로 재배치되어 보호되고 있다.
- Lagorchestes hirsutus ssp. - 원래는 타나미 사막에서 발견되었고, 한때는 오스트레일리아 중부 건조 지대에 걸쳐 널리 분포했다.